# Alfabetul ugaritic

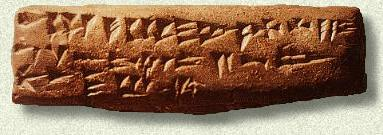
Alfabetul ugaritic - 1300 î.Hr.

Alfabetul ugaritic este o formă de scriere cu cuneiforme, conținând 30 de litere, a limbii ugaritice, o limbă dispărută din ramura de nord-vest a limbilor semitice. A apărut fie în secolul al XV-lea î.Hr., fie în 1300 î.Hr.. 
În anii 1920, la Ugarit (azi Ras Shamra), Siria, s-au găsit numeroase tăblițe de argilă, unele cu o formă de scriere cuneiformă cunoscută, altele cu o scriere diferită de orice formă de scriere cuneiformă, având o structură alfabetică de treizeci de litere. Tăblițele au fost datate ca fiind din 1300 î.Hr.. Alfabetul ugaritic a fost folosit de limbi foarte diferite, dar distrugerea civilizației ugaritice în secolul următor și lipsa argilei în Palestina au dus la dispariția rapidă a acestei scrieri.
Alfabetul ugaritic datează din 1200 î.Hr., cu 200 de ani mai vechi decât cel fenician. Ideea că alfabetul fenician ar sta la originea tuturor alfabetelor, pe lângă faptul că este o ideea eronată, se datorează descoperirii alfabetului ugaritic abia în anii 1920 pe când cel fenician a fost descoperit cu cca. 220 de ani înaintea acestuia.